# Wang Čchung-wej
Wang Čchung-wej (čínsky pchin-jinem Wáng Chóngwěi, znaky zjednodušené 王崇炜; * 10. prosinec 1988) je bývalý čínský lední hokejista, který odehrál celou kariéru (2008–2017) jako pravé křídlo za tým China Dragon v Asijské hokejové lize. Byl také členem národního týmu, za který nastoupil na Mistrovství světa divize IIB v letech 2010, 2012, 2013 a 2014 a divize IIA v roce 2016. Předtím reprezentoval v mládežnických kategoriích. Měří 172 cm, váží 73 kg.